# 仁慈堂

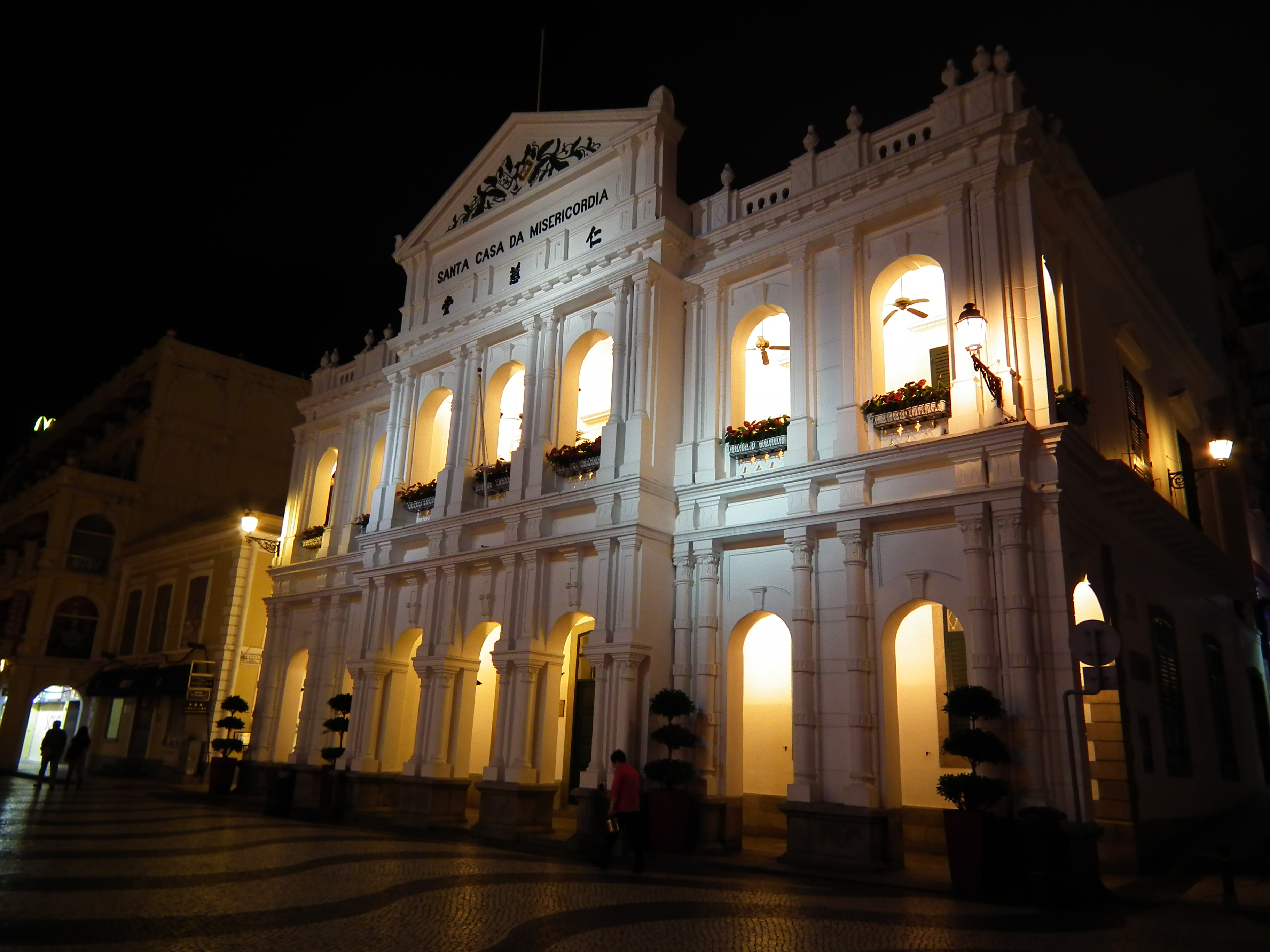
位於澳門的仁慈堂大樓

仁慈堂（葡萄牙語：Santa Casa da Misericórdia），為一慈善機構，在葡萄牙、巴西、意大利和澳門設有辦事處，主要承擔扶助病弱的職能。
仁慈堂在葡萄牙全國各地都設有院舍和辦事處，其中相當部分設在首都里斯本。由莉娜皇后（Rainha D. Leonor）於1498年在里斯本創立的仁慈堂，目前也是葡萄牙彩票的專營發行機構，經營八種彩票，包括歐洲彩票Euromillions（葡文：Euromilhões）、Totoloto和Totobola等。
巴西的仁慈堂於1543年成立。在成立之時，更創建了巴西首間醫院。
有關澳門仁慈堂的沿革，請參閱仁慈堂大樓條目。